# متحف شركة مورمانسك للملاحة
متحف شركة مورمانسك للملاحة (بالروسية: Mузей истории Мурманского морского пароходства) هو متحف بحري يقع في مورمانسك، بروسيا.
يعرض المتحف تاريخ شركة مورمانسك للملاحة، التي تأسست في عام 1939، وتطور طريق بحر الشمال.

## تاريخ
تم افتتاح المتحف في عام 1977.
يوجد في المتحف مجموعة من السفن النموذجية التي يبلغ أصغر نموذج لها باخرة «فولوغدا» 14 سم. يحتوي المتحف أيضًا على معرض دائم حول طبيعة المنطقة القطبية الشمالية.

## روابط خارجية
- (بالإنجليزية) MSCO museum